# 政治任用制
政治任用制（せいじにんようせい、英語: political appointment）とは、政府機関の要職につき、任命権者である政治家の裁量により、専門的な政策能力や政治的忠誠心などに基づき任免する制度をいう。別称はポリティカル・アポイントメント。

## 各国の制度
政治任用のあり方については国によって定義・形態とも様々である。
人的規模で言うとアメリカの政治任用職は数千人に及ぶが、イギリスでは100人に満たない。フランスでは職業公務員出身者が大半を占め、基本的に退職後は職業公務員へ復帰する一方、ドイツでは職業公務員出身者が大半であるが、退職後には元の職場には戻らないことが多い。日本においては主だった役職は国会議員が兼務しており、それ以外では職業公務員出身者が多い。
これらの差異については各国の歴史、政治形態、行政制度と密接に結びついているため一概に優劣を比較できない。

### 日本
日本ではほとんどの職位について国家公務員試験に合格し、国家公務員としての身分を有する者の中から登用される資格任用制を中心とした仕組みとなっており、ほとんど官庁の重要な官職は公務員試験の合格者の間で占められる。
内閣総理大臣以外に国務大臣、副大臣、大臣政務官のポストが置かれ、これらのポストは国会議員が兼任することができ、通例では政治家のポストとなっている。また内閣官房副長官、内閣総理大臣補佐官、大臣補佐官も国会議員が兼任することができ、内閣官房副長官は1人を除いて政治家が就任することが通例となっている。内閣総理大臣補佐官はかつては民間人や職業公務員経験者から起用される例もあったが2007年8月以降は政治家が就任することが通例となっている。大臣補佐官は必置ではないため就任例が少ないが、政治家経験者、職業公務員経験者、民間人が就任している。
これらのポスト以外は、職業公務員が就任している。職業公務員の最高ポストは一般に各省の事務次官である。職業公務員を含めた職員の任命権は政治家である大臣が握るものの、任用は成績主義に基づくものとされ、公務員採用試験により採用された職業公務員が順次昇進していくのが通例である。

#### 主な政治任用職
- 内閣法による政治任用職
  - 国務大臣（認証官）
  - 内閣官房長官
  - 内閣官房副長官（認証官）
  - 内閣危機管理監
  - 内閣官房副長官補
  - 内閣広報官
  - 内閣情報官
  - 内閣総理大臣補佐官
  - 内閣総理大臣秘書官
  - 国務大臣秘書官（各省大臣秘書官を除く。）
- 内閣府設置法による政治任用職
  - 内閣府特命担当大臣
  - 内閣府副大臣（認証官）
  - 内閣府大臣政務官
  - 内閣府大臣補佐官
  - 経済財政諮問会議議員
  - 総合科学技術会議議員
- 国家行政組織法及び各省設置法による政治任用職
  - 各省大臣
  - 各省副大臣（認証官）
  - 各省大臣政務官
  - 各省大臣補佐官
  - 各省大臣秘書官
- 他の法律による政治任用職
  - 検査官（認証官。会計検査院）
  - 内閣法制局長官
  - 人事官（認証官。人事院）
  - 宮内庁長官（認証官）
  - 侍従長（認証官）
  - 公正取引委員会委員長（認証官）及び委員
  - 国家公安委員会委員長及び委員
  - 特命全権大使（認証官）
  - その他の審議会等・特別の機関の委員等、外局の長など

### アメリカ合衆国
アメリカ合衆国においては、米国公務員倫理室（United States Office of Government Ethics）の規定では、「大統領、副大統領、政府機関トップによって任用された雇用者（any employee who is appointed by the President, the Vice President, or agency head）」と定義される。